# نیلز بلومر
نیلز یوهان اُلسون بلومر (سوئدی: Nils Johan Olsson Blommér؛ ۱۲ ژوئن ۱۸۱۶ – ۱ فوریهٔ ۱۸۵۳) یک نقاش اهل سوئد بود.

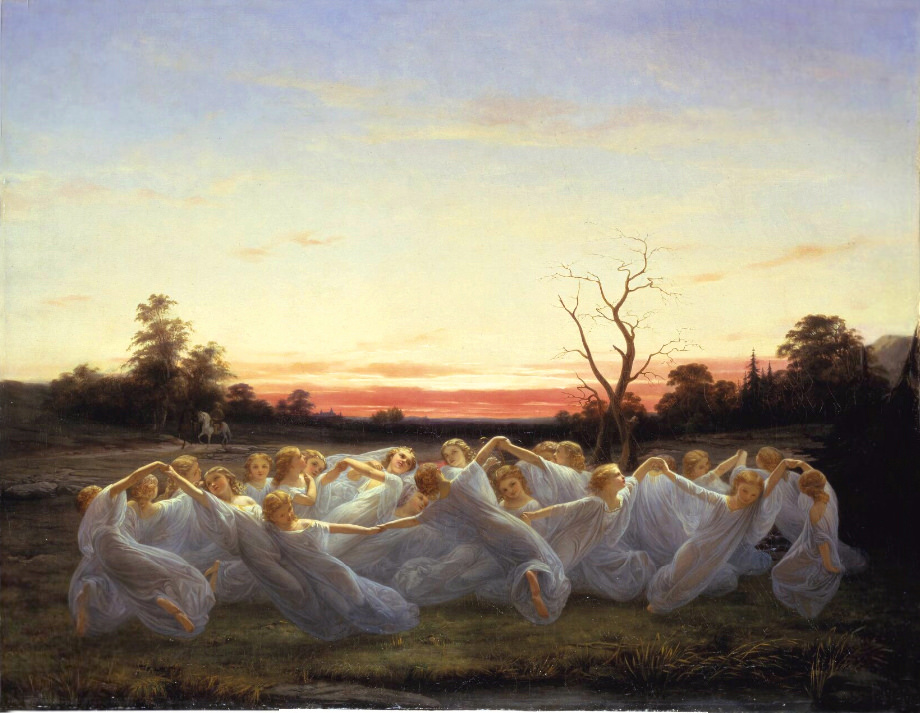
مرغزار اِلفها (۱۸۵۰ میلادی)، موزه ملی، استکهلم

## نگارخانه

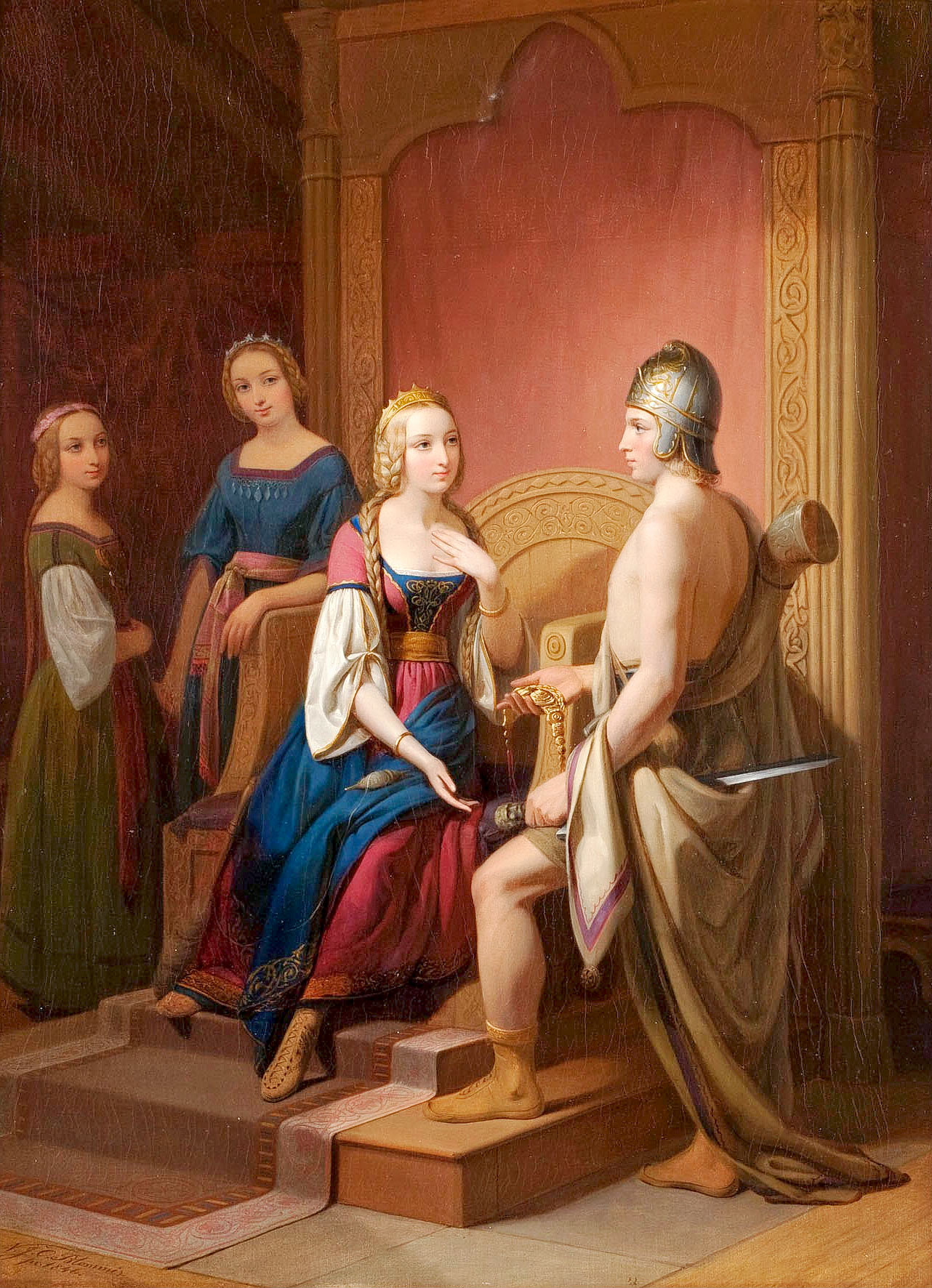
Heimdal öfverlemnar till Freja smycket Bryfing (هایمدال returns the necklace Bryfing to فریا (اساطیر)), ۱۸۴۵
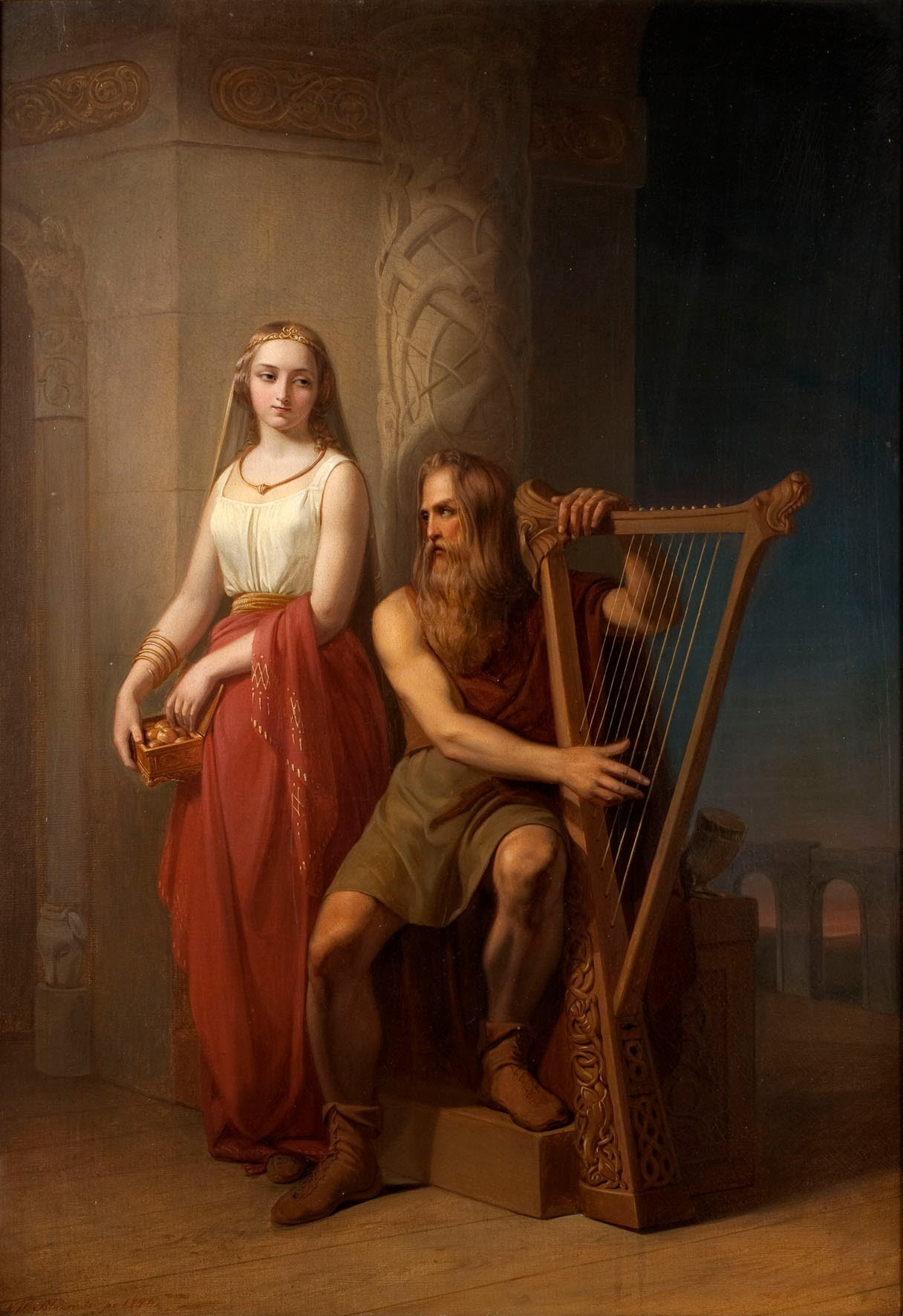
براگی در حال چنگ‌نوازی به همراه همسرش ایدون در نقاشی از نیلز بلومر ۱۸۴۶
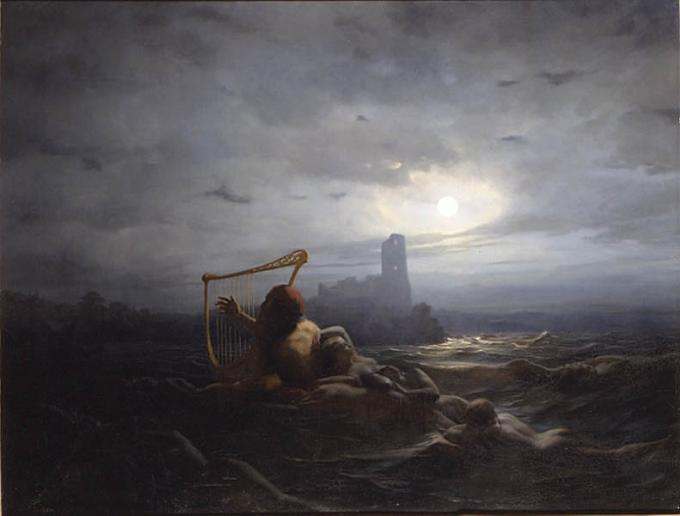
Näcken och Ägirs döttrar (The Water-Sprite and Ægir's Daughters), 1850
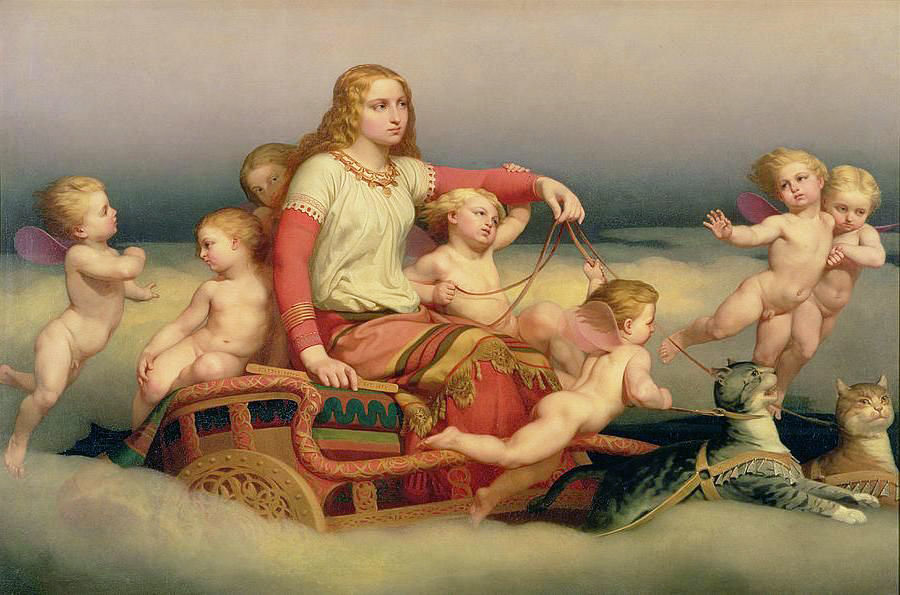
Freja sökande sin make (Freyja Seeking her Husband), ۱۸۵۲